# Kim:kyungho 1997
《kim:kyungho 1997》는 김경호의 2집 정규 음반이다. 타이틀곡은 나를 슬프게 하는 사람들이다.

## 수록곡
| #   | 제목                             | 작사   | 작곡           | 편곡   | 재생 시간 |
| --- | -------------------------------- | ------ | -------------- | ------ | --------- |
| 1.  | 〈Dracura〉                      | 이승호 | 유주형         | 유주형 | 4:49      |
| 2.  | 〈운명〉                         | 이승호 | 유주형         | 유주형 | 3:19      |
| 3.  | 〈슬픈 영혼의 아리아 [엘리제]〉  | 이경   | 유승범         | 유승범 | 4:40      |
| 4.  | 〈만물의 영장〉                  | 이승호 | 김경호, 김태호 | 김태호 | 3:49      |
| 5.  | 〈Aid & Aids〉                   | 이승호 | 유주형         | 유주형 | 3:02      |
| 6.  | 〈나를 슬프게 하는 사람들TITLE〉 | 강은경 | 이경섭         | 최태완 | 4:20      |
| 7.  | 〈Our Son〉                      | 이원   | 유주형         | 유주형 | 3:26      |
| 8.  | 〈때늦은 후회〉                  | 이승호 | 이승호         | 이승호 | 4:28      |
| 9.  | 〈금지된 사랑〉                  | 강은경 | 유승범         | 유승범 | 4:31      |
| 10. | 〈마지막 기도〉                  | 이승호 | 이승호         | 이승호 | 4:32      |
| 11. | 〈피노키오에게〉                 | 이경   | 김철환         | 강린   | 4:08      |
| 12. | 〈너를 기다리며〉                | 이승호 | 유주형         | 유주형 | 3:40      |

| #   | 제목                             | 작사   | 작곡           | 편곡   | 재생 시간 |
| --- | -------------------------------- | ------ | -------------- | ------ | --------- |
| 1.  | 〈Dracura〉                      | 이승호 | 유주형         | 유주형 | 4:49      |
| 2.  | 〈운명〉                         | 이승호 | 유주형         | 유주형 | 3:19      |
| 3.  | 〈슬픈 영혼의 아리아 [엘리제]〉  | 이경   | 유승범         | 유승범 | 4:40      |
| 4.  | 〈만물의 영장〉                  | 이승호 | 김경호, 김태호 | 김태호 | 3:49      |
| 5.  | 〈Aid & Aids〉                   | 이승호 | 유주형         | 유주형 | 3:02      |
| 6.  | 〈나를 슬프게 하는 사람들TITLE〉 | 강은경 | 이경섭         | 최태완 | 4:20      |
| 7.  | 〈Our Son〉                      | 이원   | 유주형         | 유주형 | 3:26      |
| 8.  | 〈때늦은 후회〉                  | 이승호 | 이승호         | 이승호 | 4:28      |
| 9.  | 〈금지된 사랑〉                  | 강은경 | 유승범         | 유승범 | 4:31      |
| 10. | 〈마지막 기도〉                  | 이승호 | 이승호         | 이승호 | 4:32      |
| 11. | 〈피노키오에게〉                 | 이경   | 김철환         | 강린   | 4:08      |
| 12. | 〈너를 기다리며〉                | 이승호 | 유주형         | 유주형 | 3:40      |

## 수록곡 세션 정보
1. Dracura
- 작사 : 이승호
- 작곡/편곡 : 유주형

- 기타 : 유주형
- 베이스 : 서안상
- 컴퓨터 프로그래밍 : 유주형
- 코러스 : 김경호

2. 운명
- 작사 : 이승호
- 작곡/편곡 : 유주형

- 기타 : 유주형
- 베이스 : 서안상
- 컴퓨터 프로그래밍 : 유주형
- 코러스 : 김경호

3. 슬픈 영혼의 아리아 [엘리제]
- 작사 : 이경
- 작곡/편곡 : 유승범

- 기타 : 함춘호
- 베이스 : 김현규
- 바이올린 : 심상원
- 키보드 : 김효국
- 드럼 : 배수연
- 컴퓨터 프로그래밍 : 유승범
- 코러스 : 김경호

4. 만물의 영장
- 작사 : 이승호
- 작곡 : 김경호, 김태호
- 편곡 : 김태호

- 기타 : 김태호
- 베이스 : 서안상
- 컴퓨터 프로그래밍 : 김태호
- 코러스 : 김경호

5. 남자라는 건
- 작사 : 이승호
- 작곡/편곡 : 유주형

- 기타 : 유주형
- 베이스 : 서안상
- 컴퓨터 프로그래밍 : 유주형
- 코러스 : 김경호

6. 나를 슬프게 하는 사람들
- 작사 : 강은경
- 작곡 : 이경섭
- 편곡 : 최태완

- 기타 : 유태준
- 베이스 : 이태윤
- 키보드, 피아노 : 최태완
- 드럼 : 김선중
- 코러스 : 김경호

7. Our son
- 작사 : 이원
- 작곡/편곡 : 유주형

8. 때늦은 후회
- 작사/작곡/편곡 : 이승호

- 기타 : 최일민
- 베이스 : 신현권

9. 금지된 사랑
- 작사 : 강은경
- 작곡/편곡 : 유승범

- 기타 : 함춘호
- 베이스 : 신현권
- 드럼 : 배수연
- 키보드 : 최태완
- 컴퓨터 프로그래밍 : 유승범

10. 마지막 기도
- 작사/작곡/편곡 : 이승호

- 키보드 : 이승호
- 기타 : 이현석
- 바이올린 : 이진경
- 컴퓨터 프로그래밍 : 변준민
- 코러스 : 제환주 외 단국대 AMI음악써클

11. 피노키오에게
- 작사 : 이경
- 작곡 : 김철환
- 편곡 : 강린

- 기타 : 샘 리
- 컴퓨터 프로그래밍 : 강린
- 코러스 : 강성호

12. 너를 기다리며
- 작사 : 이승호
- 작곡/편곡 : 유주형

- 기타 : 유주형
- 베이스 : 서안상
- 코러스 : 김경호
- 컴퓨터 프로그래밍 : 유주형

## 참여 스텝
- Executive Producer : 김학래
- Directed by 김이곤, 이승호, 유승범, 유주형
- Recorded & Mixed by 이정배, 정문원, 김동인, 변성복
- Assist engineered by 이경수, 김윤호, 최상희
- Recording studio : 예당, 광화문, 예성
- Photography : 이선모
- Artwork & Creativity : 이혜경
- Stylist : 김현량